# Unió d'Escriptors i Artistes Proletaris
La Unió d'Escriptors i Artistes Proletaris va ser una organització civil creada per l'esquerra política valenciana fundada en 1932-1933 per un grup d'artistes plàstics i alguns escriptors: Rafael Pérez Contel, Josep Renau, Ángel Gaos, Francisco Carreño, Pascual Pla y Beltrán, Manuela i Antonio Ballester, Joan Renau, José Bueno i Emili Gómez i Nadal. El grup va sorgir arran de la creació a França de l'Associació d'Escriptors i Artistes Revolucionaris en 1932, com organització compromesa a combatre el feixisme emergent en Europa.
Presentada en l'Ateneu Científic de València, va publicar en el diari El Pueblo el seu primer manifest en defensa de la cultura. En 1936, al començament de la Guerra Civil, es van integrar en l'Aliança d'Intel·lectuals per a la Defensa de la Cultura.